# As All Seasons Die
As All Seasons Die (englisch ‚Da alle Jahreszeiten sterben‘) ist eine EP der finnischen Funeral-Doom-Band Profetus und erschien am 13. Juni 2014 über Weird Truth Productions und Svart Records. Es ist die erste Veröffentlichung der Band, auf welcher Matti Mäkela mitwirkt. 

## Hintergrund
Die EP entstand im Sommer 2013 und wurde in einem selbstgebauten Studios in einer Waldhütte in Finnland aufgenommen. Texte und Musik sämtlicher Lieder schrieb Anssi Mäkkinen. Für das Lied Dead Are Our Leaves of Autumn steuerte Justin Hartwig (Mournful Congregation) zusätzliche Gitarren-Parts bei, welche im The Cave Studio (Australien) unter der Aufsicht von Damon Good aufgenommen wurden. Das Mixing erfolgte durch Daniel Lowndes und Profetus im Resonance Sound Studio (Finnland), das Mastering übernahm Jaime Gomez Arrelano in den Orgone Studios (Vereinigtes Königreich).  
Die EP erschien am 13. Juni 2014 als CD-Version im Digipak über das japanische Label Weird Truth Productions (1.500 Kopien) und als LP über Svart Records (500 Kopien). Für das Lied The Dire Womb of Winter wurde unter der Regie von Markus Nieminen und der Produktion durch Oy Routafilmi Ab ein Musikvideo gedreht und am 7. Mai 2015 auf dem YouTube-Kanal der Band hochgeladen.
In einem Interview mit dem belgischen Webzine Darkview wird verdeutlicht, dass es sich bei der EP um ein Konzeptalbum handelt, welches sich mit der immerwährenden Abfolge der vier Jahreszeiten (Frühling, Sommer, Herbst und Winter) als Metapher für einen Kreislauf aus Leben und Tod beschäftigt. Ferner wird der EP eine thematische Ähnlichkeit zu Antonio Vivaldis Die vier Jahreszeiten zugesprochen. Anssi Mäkkinen bestätigt im Interview, ein Fan klassischer Musik zu sein, unter anderem auch der Musik Vivaldis, und dass die Ähnlichkeiten daher kein Zufall wären. Einem Interview auf der Bandseite von Weird Truth Productions zufolge würde das Album die Geschichte einer Göttin der Natur erzählen, beginnend mit der Geburt im Frühling (The Rebirth of Sorrow), bis zu ihrem vom Schnee bedeckten Grab im Winter (The Dire Womb of Winter).

## Musikalischer Stil
Peter Mildner von metal.de ordnet in seiner Rezension zu As All Seasons Die die Band dem Funeral Doom zu, merkt jedoch an, dass die Gruppe, für den Funeral Doom eher unüblich, auf den Bass verzichtet, und stattdessen vermehrt auf Keyboards zurückgreift. Die Band würde sich mehr auf eine Begräbnisstimmung als auf abgrundtiefe Riffs verlassen, die Gitarren seien vernehmbar, jedoch zurückhaltend, und würden von dem Schlagzeug und der Orgel überschattet. Der gutturale Gesang sei nicht mehr als ein heiseres Röcheln. Die Band wird mit Colosseum und Skepticism verglichen.

## Titelliste
1. The Rebirth of Sorrow – 3:38
2. A Reverie (Midsummer’s Dying Throes) – 10:35
3. Dead Are Our Leaves of Autumn – 7:12
4. The Dire Womb of Winter – 15:16

## Rezeption
Peter Mildner von Metal.de bescheinigt der Band neue Klangfacetten, die vor allem aus dem fehlenden Bass resultieren würden. As All Seasons Die habe als Ziel die Darstellung eines Trauerzugs, dominiert von gleichförmigen Marschrhythmen, stampfenden Pauken und einer deutlich präsenten Orgel, während die Gitarren zur Begleit- und Randerscheinung reduziert würden. Die Band bewege sich außerhalb orthodoxer Genre-Klänge und würde eine ähnlich düstere Atmosphäre wie Colosseum und Skepticism aufbauen. Mildner vergab 8 von 10 Punkten.
Ebenfalls positiv urteilt Delirium von Metalnews.de. Die Band könne aufblühende Schönheit und tiefste Depression gekonnt vereinen. Die durchgängigen Orgeltöne würden die Atmosphäre unterstützen und seien zu keinem Zeitpunkt negativ aufgefallen. Zwar arbeite die Band mit gewohnten Mitteln und Genremerkmalen, die Stimmung der einzelnen Songs ist jedoch passend. Das Album sei alles in allem wunderbar und klänge professionell. Die Laufzeit von 36 Minuten wird jedoch als zu kurz kritisiert. Delirium vergab 5.5 von 7 Punkten.